# Nghiên cứu thị trường trực tuyến
Nghiên cứu thị trường trực tuyến bao gồm tất cả các hoạt động nghiên cứu thị trường được tiến hành trên mạng Internet, với loại hình nghiên cứu tiêu biểu là thông qua khảo sát điều tra trực tuyến (paid survey) trên các trang web.

## Khái niệm nghiên cứu thị trường trực tuyến
Nghiên cứu thị trường trực tuyến (E-market research) bao gồm tất cả các hoạt động nghiên cứu thị trường được tiến hành trên Internet, với loại hình nghiên cứu tiêu biểu là thông qua khảo sát điều tra trực tuyến (paid survey) trên các trang web.
Khảo sát trực tuyến được xem như là những cuộc phỏng vấn tự hoàn thành, trong đó, các câu hỏi sẽ tự xuất hiện trước các đối tượng điều tra thay vì các hình thức truyền thống như phỏng vấn mặt đối mặt hay qua điện thoại. Người tham gia sẽ được thanh toán một khoản phí tương tự như khi tham gia các hình thức trả lời khảo sát truyền thống.

## Hình thành và phát triển
Những cuộc khảo sát trực tuyến đầu tiên được tiến hành vào giữa những năm 90 và trong một thời gian ngắn, lĩnh vực này đã và đang phát triển thành phương pháp thu thập dữ liệu tại nhiều thị trường trên thế giới.
Tại một số quốc gia như Châu Âu và Châu Mỹ hay Trung Quốc, phỏng vấn trực tuyến đã phát triển và đang dần thay thế phương pháp nghiên cứu truyền thống vì tốc độ thu thập dữ liệu nhanh và giảm thiểu chi phí liên quan đến phân tích, in ấn và nghiên cứu.
Trong tương lai, hoạt động nghiên cứu thị trường trực tuyến sẽ vẫn tiếp tục phát triển và hoạt động song song cùng các phương thức nghiên cứu truyền thống .

## Một số ứng dụng nghiên cứu trực tuyến chủ yếu
Cũng tương tự như nghiên cứu truyền thống, nghiên cứu thị trường trực tuyến được sử dụng nhằm phục vụ cho các nhà sản xuất và cung cấp dịch vụ đánh giá về mức độ nhận biết thương hiệu, hay thăm dò ý kiến khách hàng cho một số cải tiến về sản phẩm và dịch vụ.
Một số ứng dụng nghiên cứu trực tuyến tiêu biểu:
- Nghiên cứu thái độ và thói quen sử dụng
- Theo dõi quảng cáo/thương hiệu
- Thử nghiệm sản phẩm mới
- Thử nghiệm bản thảo quảng cáo
- Đo lường mức độ hài lòng của khách hàng
- Thăm dò ý kiến người tiêu dùng
- Giám sát bán hàng… [1]

## Việt Nam và nghiên cứu thị trường trực tuyến

### Hoạt động nghiên cứu thị trường tại Việt nam
Theo tổng kết từ Hiệp hội Nghiên cứu thị trường thế giới (Esomar), ngành nghiên cứu thị trường năm 2010 tại Việt Nam tăng trưởng khoảng 40 triệu USD, bất chấp tình hình kinh tế hiện tại khá khó khăn. Thống lĩnh thị trường nghiên cứu hiện tại là một số công ty nghiên cứu nước ngoài và trong nước như Nielsen Vietnam, TNS, FTA, Cimigo … 
Bên cạnh các công ty nghiên cứu thị trường thì một số công ty truyền thông hoạt động trong lĩnh vực tư vấn, sáng tạo thương hiệu cũng như giải quyết khủng hoảng thương hiệu và quảng cáo tiếp thị cũng tiến hành các nghiên cứu khảo sát.
Theo thống kê của http://www.internetworldstats.com Lưu trữ ngày 24 tháng 1 năm 2010 tại Wayback Machine, châu Á hiện đang chiếm khoảng 44% lượng người sử dụng Internet, trong đó, Việt nam xếp thứ bảy trong số những quốc gia sử dụng Internet nhiều nhất, với lượng người sử dụng năm 2011 chiếm 31% dân số, vào khoảng 26,8 triệu người.
Với tốc độ phát triển Internet như vậy, các loại hình khảo sát trực tuyến đang ngày càng phát triển và các website được thành lập với mục đích khảo sát trực tuyến cũng đang ngày càng tăng lên. Hiện tại, có một số công ty nước ngoài có mạng lưới panel rộng lớn mở thêm các website nghiên cứu trực tuyến tại khu vực châu Á và đặc biệt là Đông Nam Á.
Ở Việt Nam dịch vụ nghiên cứu thị trường trực tuyến cũng được các công ty quan tâm từ khoảng năm 2002, tuy nhiên, số lượng công ty và trang web hoạt động còn khá ít và biến động. Trong năm 2011, ngành nghiên cứu thị trường trực tuyến được quan tâm và phát triển trở lại tại Việt Nam. Các website panel theo mô hình hoạt động tại các nước phát triển được xây dựng và quản lý chất lượng, nhằm phục vụ cho các nhu cầu của các công ty nghiên cứu thị trường nói riêng và toàn bộ các doanh nghiệp nói chung.